# Кабак, Нистор Петрович
Нистор Петрович Кабак (23 ноября 1913, Старая Кульна Балтский уезд, Подольская губерния, Российская империя (ныне Подольский район, Одесская область, Украина) − 1937,Тирасполь) — молдавский советский поэт и переводчик.

## Биография
Сын чабана. В 1931 году окончил Балтское педагогическое училище. Поступил на учёбу в Тираспольский педагогический институт. В 1935—1937 годах работал заведующим отделом газеты «Комсомолистул Молдовы».
В 1930 году впервые напечатал своё стихотворение в журнале «Молдова Литерарэ». Позже публиковал стихи в газетах и журналах «Комсомолистул Молдовы», «Скынтея ленинистэ», «Октомбрие».
Как поэт дебютировал сборником стихов «Ынтыя браздэ» («Первая борозда», 1932). Следующими стали «Лимбиле де фок» («Вспышки огня», 1934), «Версурь» («Стихотворения», 1935), «Ку тоатэ инима» («Из всего сердца», 1935). Одно из самых значительных произведений Кабака — поэма «Бунтующие сердца», созданная в 1935 году в Киеве. На украинскую тему им написаны стихи «Пе малул Нипрулуй» («На берегу Днепра»), «Каштаний ынфлореш» («Цветут каштаны»), «Ниструл» («Днестр»), «Инима звыкнеште» («Сердце трепещет»).
Переводил на молдавский язык произведения украинских авторов.
В 1937 году Н. Кабак был репрессирован и расстрелян, вероятно, что в том же году. Реабилитирован посмертно.